# Jan Nowak (1948–2007)
Jan Nowak (ur. 1948, zm. 25 sierpnia 2007 w Wałbrzychu) – polski trener lekkoatletyki, członek sztabu trenerskiego reprezentacji Polski koszykarek
Przez ponad 25 lat współpracował z młodymi lekkoatletami. Był szkoleniowcem bobsleistów i rugbystów Arki Gdynia, oraz drużyny koszykarskiej Lotosu Gdynia. Od 1998 r., był odpowiedzialny za przygotowanie lekkoatletyczne zawodniczek reprezentacji Polski w koszykówce, jako członek zespołu trenerskiego. W czasie jego współpracy z reprezentacją koszykarek, drużyna zdobyła Mistrzostwo Europy w 1999 r., w Katowicach.